# 杀人
殺人（英語：homicide，或稱他殺）是人類個體或群體導致其他人類個體或群体死亡的行為。殺人行為可能是出於使他人死亡的意志而行动，亦可能為因意外、魯莽或疏忽而導致他人死亡。在刑法上，殺人可以分為許多不同的類別，包括謀殺、過失殺人、自衛殺人、戰爭殺人、安乐死或死刑等等，具體取決於死亡的当时情況。 在人類社會中，這些殺人事件往往受到不同的對待；有些被視為犯罪，而另一些則是法律允許甚至要求的；例如死刑即是依据法院的判決而執行的「合法殺人」。

## 法律規範
無論在何地，非法的殺人行為都是屬於犯罪，除了將面臨刑事處罰之外，也可能遭到被害人家屬求償。然而，大陸法系與普通法系國家對於殺人行為的處罰卻是大不相同：

### 普通法系

#### 罪名類別
英美法系國家或地區的刑事法律體系，殺人大致可分為「謀殺」與「誤殺」兩種罪行：
- 謀殺，指行為人具有殺人意圖，並將意圖付諸實現造成他人死亡。通常又可再區分為：
  - 蓄意／惡意謀殺（capital murder），指具備殺人的特定犯罪意圖，部分國家將此種行為定為「一級謀殺罪」。
  - 重罪謀殺（英语：Felony murder rule），指行為人企圖實施重罪的過程中導致他人死亡，在學理上有所爭議。
- 誤殺，指行為人本身不具備殺人意圖，而是在過失或魯莽的情形下造成他人死亡。
  - 蓄意誤殺（voluntary manslaughter），指無預謀的殺人行為，例如出於義憤情緒、防卫过当、集體自殺協議等情形，但仍舊具備殺人的故意。
  - 非自願誤殺（英语：Involuntary manslaughter），指出於可歸責的疏忽造成他人死亡的行為。

#### 確認抗辯
即使做出事實上的殺人行為，在法律上還是可以提出確認抗辯的事由，以擺脫有罪的指控。這些抗辯事由包括自衛殺人、緊急避難、精神障礙和胁迫行为等等，只要能證明行為人非出於完全的自由意志而殺人，即得推翻原先成立犯罪的主張。

### 大陸法系

#### 罪名類別
欧陆法系則以犯罪三階論為基礎，依行為人的主觀意欲區分成「故意」或「過失」兩種類型：
- 故意殺人（Totschlag），指行為人本身具有殺人的犯罪故意，並且實現該殺人行為。
- 過失致死（fahrlässige Tötung），指行為人並無殺人的犯罪故意，而是出於違反法律的注意義務導致他人死亡。

#### 阻卻違法
在犯罪三階論的體系中，符合殺人罪（或過失致死罪）構成要件的行為雖然侵害了他人的生命法益，但仍需檢視其是否有法律上的正當事由；若無任何正當理由，其行為才具有違法性。常見的阻卻違法事由包括依法令之行為、正当防卫與緊急避難等，例如：法警依法執行死刑、遇歹徒正在進行強盜行為而反擊殺害對方等。

#### 寬恕罪責
具備違法性的行為稱作「不法行為」，但仍不構成犯罪；需行為人本身無任何寬恕罪責事由（或稱阻卻罪責事由），始具備有責性並成立犯罪。寬恕罪責事由包括精神障礙、責任能力或防卫过当等等。

## 特殊類型
根據世界各國刑事法典中的殺人處罰規範，除了一般的故意殺人／蓄意謀殺及過失致死／誤殺等情形之外，尚可大致分為以下幾種態樣：

### 殺害尊親屬
由於儒家思想中存在著根深柢固的倫理孝道觀念，弑親被視作是極端大逆不道的行為，故受到儒家文化影響較深的地區，如中国大陆、港澳、南韓及臺灣等等，其刑法皆認為弒親的不法內涵遠高於一般殺人罪行，而予以加重處罰。日本刑法原本也有針對弒親行為加重處罰，不過在明治维新之後受到來自西方的法學概念與人权思潮的影響，最高裁判所已於戰後宣告本罪違憲。
由於弒親罪的本質隱含著對於同樣行為（殺人）有著相異的評價，凸顯出法律視不同生命有貴賤之分的意涵，而違反現代法學中相當重要的法律之前人人平等思想，因此在以上國家一直都存在着違憲爭議。

### 生母殺嬰
殺嬰行為是指生母在產下嬰兒的數日或數小時內，因為嬰兒可能不是在正常的情況下誕生，例如遭性侵害、婚外情或是亂倫等因素，生母害怕受到社會責難而做出的殺人行為。由於這類情形生母多半是基於畏懼社會壓力而犯法，法律認為這類案件中生母其情可憫，而特別給予的一種寬典，以減輕其殺人刑責。
在女性主義法學的觀點中，則認為本罪是基於父權體系之下，對處於相對弱勢的女性給與的一種恩惠，其本質仍不脫整體社會對於女性身體自主的蔑視與打壓，才會屢屢發生類似案件，迫使法律必需做出看似寬貸的饒恕；因此這類罪名的存在，恐怕還是反應了社會中嚴重的性别不平等現象。

### 義憤殺人
如果行為人基於情緒激憤、且為常人均難以避免的情形下殺人，由於係出於難以避免，因此過度的苛責並無意義，亦難以達到犯罪預防的效果，而對於此種類型的殺人行為予以減輕刑責。常見的例子包括目睹親人遭侵害而動手殺人等情形。

### 不作為殺人
一般而言殺人是指以積極的手段造成他人死亡的行為，但在某些特殊情況下，法律會課與行為人「阻止被害人死亡」的積極救援義務。當行為人違反這項義務、消極的放任被害人死時，就構成所謂的不作為犯，例外的被論以殺人罪。例如看見未成年子女溺水，卻故意見死不救的父母親等。

## 種族清洗
一般而言，殺人是指行為人透過親自、直接或以間接支配的方式，造成的一人或數人死亡的單一事件。然而，在二戰之後国际法對於系統性的、針對特定種族的，而且動用國家力量進行的大規模屠殺行為，則被視為「種族清洗」，其所面臨的刑責則與普通殺人事件完全迥異。

## 参見
- 謀殺
- 屠杀
- 賜死
- 滅口
- 過失致死罪
- 各国谋杀率列表